# Pisa Società Calcio Femminile 1997-1998
Questa voce raccoglie le informazioni riguardanti il Pisa Società Calcio Femminile nelle competizioni ufficiali della stagione 1997-1998.

## Stagione
La dirigenza del Pisa Società Calcio Femminile dopo aver raggiunto nella precedente edizione del campionato di Serie A una buona posizione di media classifica (8º posto) decide di investire nella sessione estiva di calciomercato, acquistando il difensore della nazionale danese Bonny Madsen, di provenienza Lugo Zambelli, rafforzando l'organico soprattutto a centrocampo con l'inserimento di Valentina Bichi e Marilù Baldelli, sempre di provenienza Lugo, e Barbara La Monica, la stagione precedente in forza all'Agliana. Da segnalare inoltre la partenza del difensore Concetta Salvatore con destinazione Autolelli Picenum.
La squadra, sempre alla guida del tecnico Giovannelli, continuando a contare sulla coppia d'attacco Patrizia Sberti e Michela Ulivieri, si rivela in grado, anche grazie alle loro capacità realizzative, la prima si aggiudica il secondo posto nella classifica marcatrici, dopo Carolina Morace (41), con 38 reti (tra i quali 7 rigori realizzati) di raggiungere il migliore risultato in Serie A fino a quel momento, il 3º posto in campionato frutto di 20 vittorie, 6 pareggi e 4 sconfitte, con 96 gol, 67 dei quali appannaggio della coppia Sberti-Ulivieri.

## Divise e sponsor
La grafica della prima tenuta riproponeva l'abbinamento cromatico del Pisa maschile, il nero e l'azzurro, mentre la seconda il rosso e il bianco, colori sociali della società dalla quale si era evoluta. Sponsor principale era l'azienda di commercio di prodotti fotografici Il Fotoamatore.
| Casa | Trasferta |

## Rosa
Come da sito calciodonna.it.
| N. |                      | Ruolo | Calciatrice         |
| -- | -------------------- | ----- | ------------------- |
|    | Italia (bandiera)    | P     | Aldegonda Pitanti   |
|    | Italia (bandiera)    | P     | Paola Della Bidia   |
|    | Italia (bandiera)    | D     | Barbara Falca       |
|    | Danimarca (bandiera) | D     | Bonny Madsen        |
|    | Italia (bandiera)    | D     | Elena Molesti       |
|    | Italia (bandiera)    | D     | Giulia Perelli      |
|    | Italia (bandiera)    | D     | Elvira Pitanti      |
|    | Italia (bandiera)    | D     | Caterina Tranquillo |
|    | Italia (bandiera)    | C     | Daniela Ardeti      |

| N. |                   | Ruolo | Calciatrice         |
| -- | ----------------- | ----- | ------------------- |
|    | Italia (bandiera) | C     | Linda Baglioni      |
|    | Italia (bandiera) | C     | Marilù Baldelli     |
|    | Italia (bandiera) | C     | Valentina Bichi     |
|    | Italia (bandiera) | C     | Barbara La Monica   |
|    | Italia (bandiera) | C     | Simona Nardelli     |
|    | Italia (bandiera) | A     | Alessandra Pallotti |
|    | Italia (bandiera) | A     | Patrizia Sberti     |
|    | Italia (bandiera) | A     | Michela Ulivieri    |

## Calciomercato

### Sessione estiva
Come da brochure Pisa 3 gennaio 1998: Pisa-Riva del Garda.
| Acquisti | Acquisti          | Acquisti           | Acquisti   |
| R.       | Nome              | da                 | Modalità   |
| -------- | ----------------- | ------------------ | ---------- |
| P        | Paola Della Bidia | Lucca              | definitivo |
| D        | Barbara Falca     | Rinascita Ponsacco | definitivo |
| D        | Bonny Madsen      | Lugo Zambelli      | definitivo |
| C        | Linda Baglioni    | Rinascita Ponsacco | definitivo |
| C        | Valentina Bichi   | Lugo Zambelli      | definitivo |
| C        | Marilù Baldelli   | Lugo Zambelli      | definitivo |
| C        | Barbara La Monica | Agliana            | definitivo |

| Cessioni | Cessioni           | Cessioni          | Cessioni   |
| R.       | Nome               | a                 | Modalità   |
| -------- | ------------------ | ----------------- | ---------- |
| D        | Concetta Salvatore | Autolelli Picenum | definitivo |

## Risultati

### Serie A

#### Girone di andata
| Pisa SCF 27 settembre 1997, ore --:-- CEST 1ª giornata | Pisa | 6 – 1 | Sarzana | Campo sportivo Abetone |

| Segrate 4 ottobre 1997, ore --:-- CEST 2ª giornata | Sporting Segrate 92 | 0 – 6 | Pisa |  |

| Lugo 11 ottobre 1997, ore 15:30 CEST 3ª giornata | Lugo Zambelli | 3 – 4 | Pisa |  |

| Arbitro: | Tiziana Calamosca (Bologna) |

|                                               |           |                            |
| Ulivieri 1’, 30’ Sberti 55’, 61’ Baldelli 59’ | Marcatori | 70’ Colombino 80’ Pizzichi |

| Roma 25 ottobre 1997, ore --:-- CEST 5ª giornata | Lazio CF | 0 – 0 | Pisa | Campo sportivo Banco di Roma |

| Pisa 1º novembre 1997, ore --:-- CET 6ª giornata | Pisa | 5 – 0 | Torino | Campo sportivo Abetone |

| Modena 8 novembre 1997, ore --:-- CET 7ª giornata | Modena | 3 – 0 | Pisa | Stadio Alberto Braglia |

| Pisa 29 novembre 1997, ore --:-- CET 8ª giornata | Pisa | 7 – 1 | Torres Fo.S. | Campo sportivo Abetone |

| Triginto, Mediglia 6 dicembre 1997, ore --:-- CET 9ª giornata | ACF Milan | 0 – 0 | Pisa | Campo sportivo Vigorelli |

| Pisa 13 dicembre 1997, ore --:-- CET 10ª giornata | Pisa | 4 – 1 | Autolelli Picenum | Campo sportivo Abetone |

| Sorrento 6 dicembre 1997, ore --:-- CET 11ª giornata | Sporting Sorrento Crems | 1 – 3 | Pisa |  |

| Arbitro: | Sanasi (Brescia) |

|                                                       |           |  |
| Ulivieri 15’, 53’, 56’, 70’ Sberti 22’, 34’, 57’, 69’ | Marcatori |  |

| Arbitro: | Botta (Chieti) |

|              |           |                 |
| Fioretti 16’ | Marcatori | 31’, 75’ Sberti |

| Arbitro: | Branciara (Macerata) |

|              |           |              |
| Pallotti 29’ | Marcatori | 39’ Costanzo |

| Arbitro: | Boresta (Roma) |

|  |           |                   |
|  | Marcatori | 35’, 53’ Ulivieri |

#### Girone di ritorno
| Arbitro: | Baraldi (Mantova) |

|                    |           |                                          |
| Pistoia 16’ (rig.) | Marcatori | 29’, 61’, 71’ Ulivieri 46’, 87’ Pallotti |

| Arbitro: | Bianchini (Cicitavecchia) |

|                                                             |           |                                 |
| Ulivieri 10’, 38’ Pallotti 21’ Bichi 29’ La Monica 63’, 71’ | Marcatori | 6’ Miravalle 88’ (aut.) Perelli |

| Arbitro: | Cristini (Perugia) |

|                    |           |           |
| Ulivieri 4’, 90+5’ | Marcatori | 40’ Carta |

| Arbitro: | Papandrea (Mestre) |

|              |           |              |
| Tardelli 15’ | Marcatori | 47’ Ulivieri |

| Arbitro: | Salvetti (Varese) |

|              |           |                   |
| Baldelli 45’ | Marcatori | 44’ (aut.) Madsen |

| Arbitro: | Laruccia (Bari) |

|                |           |                                        |
| Mazzarella 53’ | Marcatori | 14’, 80’ Ulivieri 40’, 65’, 78’ Sberti |

| Arbitro: | Fiori (Roma) |

|                        |           |                                 |
| Sberti 40’ (rig.), 49’ | Marcatori | 25’ Panico 56’ Morace 61’ Serra |

| Arbitro: | Pancrazio (Brescia) |

|                                   |           |  |
| Parejo 21’ Salaris 51’ Soriga 69’ | Marcatori |  |

| Arbitro: | Bravi (Macerata) |

|                                                                                |           |                          |
| Sberti 20’ (rig.), 80’ (rig.) La Monica 22’ Molesti 24’ Pallotti 45’ Bichi 59’ | Marcatori | 30’ Gazzoli 37’ Margutti |

| Arbitro: | Bianchini (Civitavecchia) |

|                            |           |                                          |
| Di Cato 14’ Mengarelli 48’ | Marcatori | 14’ Madsen 67’, 75’, 90+2’ (rig.) Sberti |

| Arbitro: | Mascia (Cagliari) |

|                                   |           |  |
| Ulivieri 37’, 79’ Sberti 45’, 70’ | Marcatori |  |

| Arbitro: | Roncalli (Bergamo) |

|               |           |                   |
| Antonelli 69’ | Marcatori | 45’ (rig.) Sberti |

| Arbitro: | Gozzi (Terni) |

|                       |           |  |
| Sberti 33’ Ardeti 77’ | Marcatori |  |

| Arbitro: | Celiento (Frattamaggiore) |

|                             |           |            |
| Guarino 40’ Iannuzzelli 42’ | Marcatori | 45’ Sberti |

| Arbitro: | Atzori (Roma) |

|                              |           |             |
| Sberti 15’, 55’ Pallotti 69’ | Marcatori | 43’ Novelli |

## Statistiche

### Statistiche di squadra
| Competizione | Punti | In casa | In casa | In casa | In casa | In casa | In casa | In trasferta | In trasferta | In trasferta | In trasferta | In trasferta | In trasferta | Totale | Totale | Totale | Totale | Totale | Totale | DR  |
| Competizione | Punti | G       | V       | N       | P       | Gf      | Gs      | G            | V            | N            | P            | Gf           | Gs           | G      | V      | N      | P      | Gf     | Gs     | DR  |
| ------------ | ----- | ------- | ------- | ------- | ------- | ------- | ------- | ------------ | ------------ | ------------ | ------------ | ------------ | ------------ | ------ | ------ | ------ | ------ | ------ | ------ | --- |
| Serie A      | 66    | 15      | 12      | 2       | 1       | 62      | 15      | 15           | 8            | 4            | 3            | 34           | 20           | 30     | 20     | 6      | 4      | 96     | 35     | +61 |
| Coppa Italia | -     | .       | .       | .       | .       | .       | .       | .            | .            | .            | .            | .            | .            | .      | .      | .      | .      | .      | .      | .   |
| Totale       | -     | .       | .       | .       | .       | .       | .       | .            | .            | .            | .            | .            | .            | .      | .      | .      | .      | .      | .      | .   |

### Andamento in campionato
| Giornata  | 1 | 2 | 3 | 4 | 5 | 6 | 7 | 8 | 9 | 10 | 11 | 12 | 13 | 14 | 15 | 16 | 17 | 18 | 19 | 20 | 21 | 22 | 23 | 24 | 25 | 26 | 27 | 28 | 29 | 30 |
| --------- | - | - | - | - | - | - | - | - | - | -- | -- | -- | -- | -- | -- | -- | -- | -- | -- | -- | -- | -- | -- | -- | -- | -- | -- | -- | -- | -- |
| Luogo     | C | T | T | C | T | C | T | C | T | C  | T  | C  | T  | C  | T  | T  | C  | C  | T  | C  | T  | C  | T  | C  | T  | C  | T  | C  | T  | C  |
| Risultato | V | V | V | V | N | V | P | V | N | V  | V  | V  | V  | N  | V  | V  | V  | V  | N  | N  | V  | P  | P  | V  | V  | V  | N  | V  | P  | V  |
| Posizione |   | 4 |   |   |   |   |   |   |   |    | 3  | 3  | 3  | 3  | 3  | 3  | 3  | 2  | 3  | 3  | 3  | 3  | 3  | 3  | 3  | 3  | 3  | 3  | 3  | 3  |

Legenda:

Luogo: C = Casa; T = Trasferta. Risultato: V = Vittoria; N = Pareggio; P = Sconfitta.

### Statistiche delle giocatrici
| Giocatore   | Serie A  | Serie A | Serie A     | Serie A    | Coppa Italia | Coppa Italia | Coppa Italia | Coppa Italia | Totale   | Totale | Totale      | Totale     |
| Giocatore   | Presenze | Reti    | Ammonizioni | Espulsioni | Presenze     | Reti         | Ammonizioni  | Espulsioni   | Presenze | Reti   | Ammonizioni | Espulsioni |
| ----------- | -------- | ------- | ----------- | ---------- | ------------ | ------------ | ------------ | ------------ | -------- | ------ | ----------- | ---------- |
| P. Sberti   | ?        | 38      | ?           | ?          | ?            | ?            | ?            | ?            | ?        | 38+    | ?           | ?          |
| M. Ulivieri | ?        | 29      | ?           | ?          | ?            | ?            | ?            | ?            | ?        | 29+    | ?           | ?          |